# 淡路島ウォリアーズ
淡路島ウォリアーズ（あわじしまウォリアーズ、英: Awajishima Warriors）は、日本のプロ野球球団。兵庫県を拠点に2023年より関西独立リーグ（さわかみ関西独立リーグ）に加盟していたが、2024年シーズン終了後に準加盟球団に変更となった。運営法人は2022年設立の淡路島球団株式会社。

## 概要
リーグでは6番目の球団として設立された。淡路市に本拠を置く。報道によると、設立者と初代監督となる赤堀元之との間に親交があったことが、発足に結びついた。
メインスポンサーは淡路市内のオリーブ農園で、選手のアルバイト先にもなっている。2023年4月の時点で「本格的な協賛企業集めはこれから」と報じられている。
2025年はリーグ戦に参加しない準加盟球団となったが、2025年1月時点で選手募集をおこなっていた。同年3月時点でも募集を継続しており、対象を「同年4月2日時点で満14歳以上」と中学校就学中の世代も含める形になっている。

### 開催球場
リーグ加盟発表時に淡路佐野野球場を本拠地とすることが明らかにされていた。2023年3月5日に発表された日程でも全試合を同球場で開催する予定であった（すべてデーゲームで、24試合中に平日開催が21試合）。この「淡路佐野球場」は第1野球場である。
開幕後、雨天中止となった1試合の振替を淡路佐野運動公園第2野球場で開催することが7月19日に発表されたが、9月21日になって他の試合と同じ淡路佐野運動公園第1野球場に変更された。
2024年の日程では、前年はなかったナイターが4試合（いずれも17時開始）設定されたが、後述するリーグ戦参加中止により、実際に開催されたのは2試合だった。

## 歴史

### 2022年
- 10月24日 - 球団の加盟と2023年からの公式戦参加を発表し、監督として赤堀元之が就任することもあわせて公表される（この時点では球団名未決定）[6]。
- 11月16日 - 球団名が「淡路島ウォリアーズ」に決定したことを発表[13]。
- 11月30日 - 単独の選手トライアウトを実施[1]。このほかに11月17日と12月16日の合同トライアウトでも選手を獲得している[14][15]。

### 2023年
- 4月2日 - 初の公式戦（対兵庫ブレイバーズ、キッピースタジアム）を実施（0-7で敗戦）[16]。
- 4月14日 - 対堺シュライクス戦（くら寿司スタジアム堺）で公式戦初勝利を挙げる[16]。
- 9月25日 - 初年度の公式戦を終了[17]。序盤から負けが先行し、連勝は最終戦を含めた2試合のみで、4位の兵庫からも14.5ゲーム離される5位に終わる[18]。監督の赤堀はシーズン終了後に、大変だった部分はあるが、選手が成長して、9月には試合になったとコメントした[19]。
- 9月28日 - 保有選手の大半に当たる16名を自由契約とした[20][注 1]。
- 10月28日 - 赤堀の監督退任を発表[21]。前日には、2024年からのNPBファーム加入が内定しているハヤテ223が赤堀の来季監督就任を発表していた[22]。
- 11月23日 - 前和歌山ウェイブス選手兼コーチの生島大輔が監督に就任することが発表された[23][24]。リーグ公式X（旧Twiiter）によると、選手兼任となる[25]。

### 2024年
- 7月8日、選手兼任監督の生島が道路交通法違反（酒気帯び運転）の容疑で7月6日に現行犯逮捕されたため契約を解除したと発表した[26]。
- 7月10日、球団都合により11日の公式戦中止が発表された[27]。監督代行が発表されておらず、また、前日にも選手1人が退団し、チーム在籍野手が7人というチーム状況であった[28]。
- 7月15日、投手8人、野手3人の退団が発表された[29][注 2]。これによりチーム在籍選手は投手2名、野手4名の計6名となったため[29]、実質的に試合を実施することが不可能となった[注 3]。これらの状況に関してリーグは7月18日に、リーグと淡路島球団で今後について協議を実施しており、決定次第告知するとした（直近に予定されていたカードは他の試合に振り替えられている）[33]。
- 7月22日 - リーグより今シーズンの残る公式戦はすべて淡路島の不戦敗として扱い、一方主催試合を予定していた日程については球団の所属選手と他チームの選手の混成による「関西独立リーグ連合」が相手チームと対戦する非公式試合（7イニング制）とすることが発表された[34]。
- 11月23日 - 来季の参入基準を満たせないとして11月13日付でリーグを脱退し、2025年は準加盟球団として所属しながら体制を整備すると発表される[35]。

## 成績

### リーグ戦
| 年度 | 期 | 監督     | 順位 | 試合 | 勝利 | 敗戦 | 引分 | 勝率 | ゲーム差 |
| ---- | -- | -------- | ---- | ---- | ---- | ---- | ---- | ---- | -------- |
| 2023 | 全 | 赤堀元之 | 5    | 48   | 8    | 39   | 1    | .170 | 22.0     |
| 2024 | 全 | 生島大輔 | 6    | 50   | 4    | 45   | 1    | .084 | 41.0     |

※2024年はリーグ戦参加中止による不戦敗を16含む。これを除外した場合の勝敗は4勝29敗1分（.121）となる。